# Colroy-la-Grande
Colroy-la-Grande foi uma antiga comuna francesa na região administrativa de Grande Leste, no departamento de Vosges. Estendia-se por uma área de 11,86 km².
Em 1 de janeiro de 2016, foi incorporada à nova comuna de Provenchères-et-Colroy.